# Vilma Dambrauskaitė
Vilma Dambrauskaitė (* 1985) ist eine litauische Fernschachspielerin. 2001 wurde sie Internationale Fernschachmeisterin der Frauen. Seit 2005 ist sie Fernschachgroßmeisterin der Frauen. Vilma Dambrauskaitė gehört der litauischen Fernschachmannschaft der Frauen an. Mit der Mannschaft gewann sie die 6. Fernschach-Olympiade der Frauen (1997–2006). Bei der 9. Weltmeisterschaft der Frauen im Fernschach belegte sie den 3. Platz. Vilma Dambrauskaitė war auch im Nahschach aktiv. Seit Oktober 2007 beträgt ihre Elo-Zahl unverändert 2019, dies ist gleichzeitig die höchste von ihr erreichte Elo-Zahl.

## Familie
Ihr Vater ist Virginijus Dambrauskas (* 1962), der im Nahschach den Titel eines Internationalen Meisters und im Fernschach den eines Großmeisters trägt. Ihre Schwester Jurgita Mališauskienė (* 1990) ist auch Fernschachspielerin und trägt den Titel einer Großmeisterin der Frauen.